# Constante d'Embree-Trefethen
En mathématiques, et notamment en théorie des nombres, la constante d'Embree-Trefethen est une valeur charnière, notée traditionnellement {\displaystyle \beta ^{*}} et valant approximativement {\displaystyle 0{,}70258}. Cette constante porte le nom des mathématiciens Mark Embree (en) et Lloyd N. Trefethen.
Soit {\displaystyle \beta } un nombre positif fixé. On considère la suite définie par récurrence
{\displaystyle x_{n+1}=x_{n}\pm \beta x_{n-1}}
où le signe ± dans la somme est choisi aléatoirement pour chaque n, indépendamment et avec la même probabilité pour + et −. On peut démontrer que pour chaque {\displaystyle \beta }, la limite
{\displaystyle \sigma (\beta )=\lim _{n\to \infty }{|x_{n}|^{1/n}}}
existe presque sûrement. En d'autres termes, la suite varie exponentiellement avec probabilité 1, et {\displaystyle \sigma (\beta )} peut être vu comme le taux presque sûr de croissance exponentielle.
On a 
{\displaystyle \sigma (\beta )<1} pour {\displaystyle 0<\beta <\beta ^{*}}
où  {\displaystyle \beta ^{*}\approx 0{,}70258} ( A118288), de sorte que la suite récurrente décroît exponentiellement avec probabilité 1 quand n tend vers l'infini, et 
{\displaystyle \sigma (\beta )>1} pour {\displaystyle \beta >\beta ^{*}}
de sorte que la suite croît exponentiellement. En ce qui concerne les valeurs de {\displaystyle \sigma }, on a : 
- {\displaystyle \sigma (1)=1{,}13198\dots } (c'est la constante de Viswanath  A078416) et
- {\displaystyle \sigma (\beta ^{*})=1}.